# 291 Alice
A 291 Alice a Naprendszer kisbolygóövében található aszteroida. Johann Palisa fedezte fel 1890. április 25-én.